# Yello
Yello je švýcarská hudební skupina založená roku 1978. Zakládající členové byli Boris Blank a Carlos Perón. Později v tom samém roce se přidal Dieter Meier. Carlos Perón skupinu opustil roku 1983. Největších úspěchů dosáhla skupina v druhé polovině 80. a začátkem 90. let. Album Stella (1985) se dostalo na 1. místo švýcarské hitparády, Baby (1991) na 1. místo rakouské a obě dvě na 6. místo německé. Tvorba Yello je unikátní používáním nových elektronických zvuků, které jinde stěží uslyšíte v kombinaci s klasickými hudebními nástroji, prvky jazzu a zpěvu. Na každém albu většinou uslyšíte i pomalý track (např. The Rhythm Divine nebo Sweet Thunder). Nejznámějším singlem je nahrávka Oh yeah z alba Stella.

## Alba
- 1980 Solid Pleasure
- 1981 Claro Que Si
- 1983 You Gotta Say Yes to Another Excess
- 1985 Stella
- 1986 1980–1985 The New Mix in One Go (remix)
- 1987 One Second
- 1988 Flag
- 1991 Baby
- 1992 Essential Yello (remix)
- 1994 Zebra
- 1995 Hands on Yello (remix)
- 1997 Pocket Universe
- 1999 Eccentrix-Remixes (remix)
- 1999 Motion Picture
- 2003 The Eye
- 2009 Touch Yello
- 2010 By Yello – The Anthology
- 2016 Toy
- 2020 Point